# Normandië (regio)
Normandië is een bestuurlijke regio van Frankrijk, die op 1 januari 2016 ontstond door de samenvoeging van de regio's Basse-Normandie (Laag-Normandië) en Haute-Normandie (Hoog-Normandië). Deze regio komt grofweg overeen met de historische provincie Normandië. Op 6 en 13 december 2015 stonden verkiezingen gepland voor de 102 leden van de eerste Regionale Raad van Normandies en de andere nieuwe en ongewijzigde Franse regio's.

## Departementale indeling
| Regio's voor 2016                          | Departementen                              | Zetels |
| ------------------------------------------ | ------------------------------------------ | ------ |
| Basse-Normandie                            | 14 Calvados                                | 21     |
| Basse-Normandie                            | 50 Manche                                  | 17     |
| Basse-Normandie                            | 61 Orne                                    | 9      |
| Haute-Normandie                            | 27 Eure                                    | 16     |
| Haute-Normandie                            | 76 Seine-Maritime                          | 39     |
| Totaal aantal zetels in de Regionale Raad: | Totaal aantal zetels in de Regionale Raad: | 102    |

## Arrondissementen
- Departement Calvados: Bayeux (4), Caen (6), Lisieux (13) en Vire (17)
- Departement Eure: Andelys (11), Bernay (5) en Évreux (10)
- Departement Manche: Avranches (3), Cherbourg (7), Coutances (8) en Saint-Lô (16)
- Departement Orne: Alençon (1), Argentan (2) en Mortagne-au-Perche (14)
- Departement Seine-Maritime: Dieppe (9), Le Havre (12) en Rouen (15)

## Historische provincies
|  | ■ Normandië ■ Perche ■ Historisch Normanische gemeenten in overige departementen |

 Auvergne-Rhône-Alpes ·  Bourgogne-Franche-Comté ·  Bretagne ·  Centre-Val de Loire ·  Grand Est ·  Hauts-de-France ·  Île-de-France ·  Normandië ·  Nouvelle-Aquitaine ·  Occitanie ·  Pays de la Loire ·  Provence-Alpes-Côte d'Azur
 Corsica
Overzeese regio's:  Frans-Guyana ·  Guadeloupe ·  Martinique ·  Mayotte ·  Réunion